# Frederick Arthur Verner

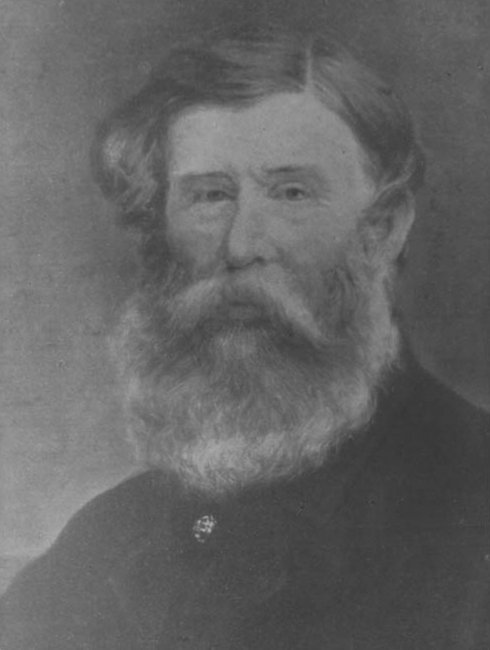
Frederick Arthur Verner.

Frederick Arthur Verner (26 de febrero de 1836 – 16 de mayo de 1928†) era un pintor canadiense, famoso por sus pinturas sobre paisajes y escenarios de los llanos del oeste de Canadá

## Biografía
Verner nació en Sheridan, Ontario, llamada entonces Hammondsville, en el Alto Canadá. Cuando era pequeño quedó fascinado y se inspiró en las pinturas de Paul Kane e intentó convencer a este pintor que lo tomara como un pupilo pero fue rechazado. Pocos años más tarde se fue a Londres, donde estudió en la academia de artes Hetherley entre el 1856 y 1860. Después se alistó a la armada británica, entrando en el Tercer regimiento de West York. Volvió a Toronto en 1862, donde trabajó primero como fotógrafo colorista y luego como fotógrafo. Durante este tiempo se hizo amigo de su gran ídolo Paul Kane. El trabajo de Verner, como el de Kane, se centran en las escenas del oeste canadiense y también se basa a veces en los bosquejos del campo, aunque Verner no viajó tanto como lo hizo Kane. Muchas de sus pinturas se basan en los bosquejos hechos cuando acompañó a Alexander Morris en la firma del tercer tratado de Northwest Angle en el Lago de los Bosques en 1873. En 1880, Verner se traslada a Londres, pero continua visitando Canadá esporádicamente para pintar, y expone frecuentemente sus pinturas en Toronto. En 1893, se convierte en un miembro de la Real Academia Canadiense.

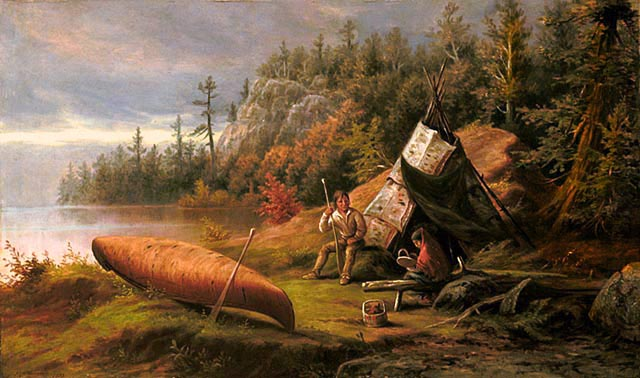
Campamento Ojibwa, costa norte del lago Hurón (1873)
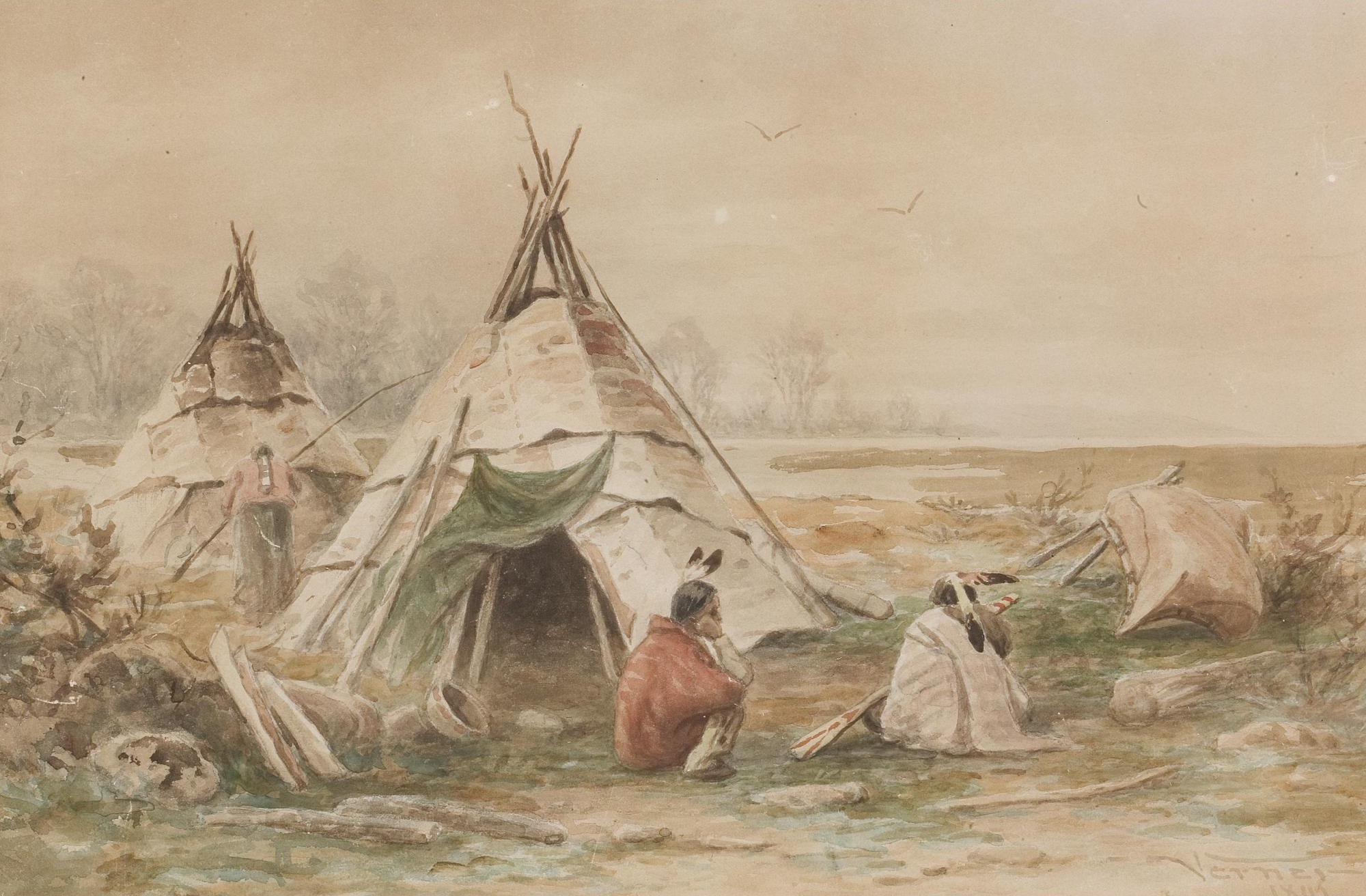
Campamento indio
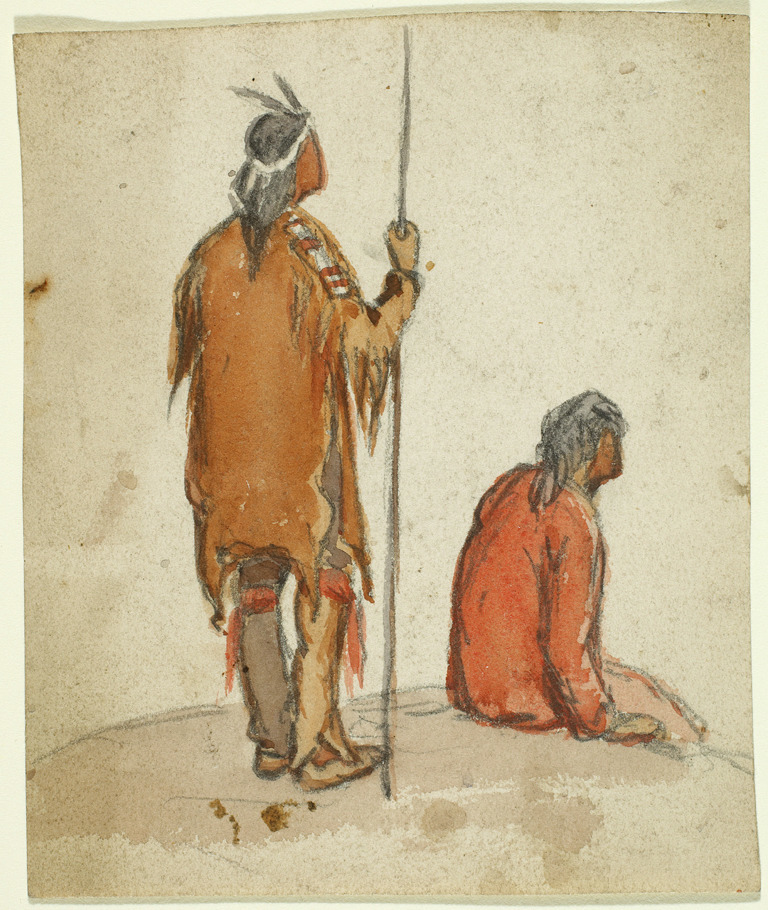
Estudio de dos indios
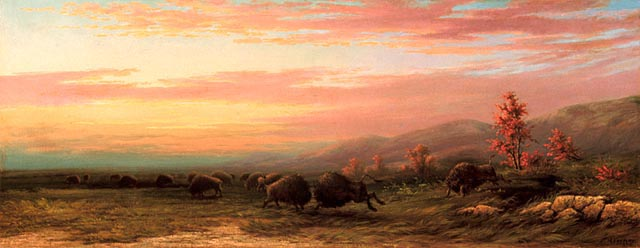
Bufalos en combate
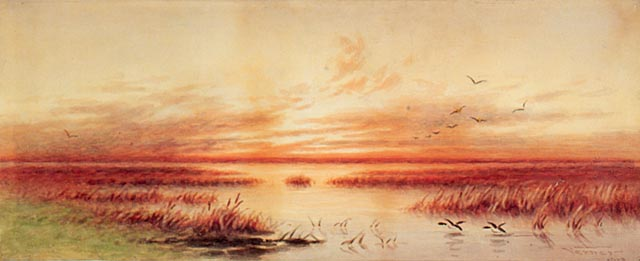
Amanecer sobre un lago (1913)